# Hermann Grabmeier
Hermann Grabmeier (* 12. Juni 1952 in Regensburg) ist ein ehemaliger deutscher Fußballspieler.
Ab Juli 1974 spielte er für die SpVgg Fürth in der 2. Bundesliga Süd. 1983 beendete er dort seine Karriere. 